# Luxi, Pingxiang
Luxi är ett härad som lyder under Pingxiangs stad på prefekturnivå i Jiangxi-provinsen i sydöstra Kina.